# Radlice
Pour les articles homonymes, voir Radlice (homonymie).
Radlice (en allemand : Radlitz) est un quartier pragois situé dans l'ouest de la capitale tchèque, appartenant à l'arrondissement de Prague 5, d'une superficie de 242,1 hectares est un quartier de Prague. En 2018, la population était de 1 922 habitants.
La ville est devenue une partie de Prague en 1922.